# کمیته ملی دموکرات
کمیته ملی دمکرات (انگلیسی: Democratic National Committee) کادر رهبری رسمی حزب دموکرات در آمریکاست. این کمیته استراتژی حمایت از نامزدهای حزب دمکرات را در سراسر کشور برای مناصب محلی، ایالتی و ملی هماهنگ می‌کند. این کمیته کنوانسیون ملی دمکرات را که هر چهار سال یک بار برای معرفی نامزد حزب برای رئیس‌جمهور ایالات متحده آمریکا و تعیین مواضع‌نامه حزب برگزار می‌شود سازمان دهی می‌کند. با این که کمیته از نامزدهای حزب حمایت می‌کند، اقتدار مستقیمی بر مقامات منتخب ندارد.